# Pleura viscerale
La pleura viscerale è uno dei due foglietti che va a costituire la pleura, la membrana sierosa che ricopre ed avvolge indipendentemente ciascun polmone. Sottile e trasparente, aderisce alla superficie polmonare e si impegna nelle scissure interlobari separando i lobi quasi fino all'ilo. Nell'ilo riveste parte del peduncolo polmonare e si riflette nel foglietto parietale. Forma la tonaca sierosa del polmone.

## Vascolarizzazione ed innervazione
La pleura viscerale è vascolarizzata da rami delle arterie bronchiali, che circondano le ramificazioni dei bronchi a livello dell'ilo polmonare; è drenata da ramificazioni delle vene polmonari, ma la parte più prossima all'ilo è drenata nelle vene bronchiali.
Le vene corrispondono alle arterie e sfociano in gran parte nelle vene azigos o emiazigos.
La pleura viscerale è drenata da vasi che formano una rete nello strato sottosieroso che comunicano con i vasi delle vene polmonari e fanno, quindi, capo ai linfonodi bronchiali.
La pleura viscerale è innervata dal plesso polmonare e sono di provenienza simpatica.

## Struttura
Entrambi i foglietti pleurici presentano una struttura simile. Sono formati da mesotelio, uno strato di cellule piatte ed estese che in corrispondenza dei seni pleurali si fanno più alte con microvilli e cigliate, e da uno strato sottomesoteliale, formato da fasci di collagene paralleli e in profondità una ricca componente fibroelastica.
Tra la pleura viscerale e il polmone è presente uno strato di connettivo lasso, ricco di vasi, con qualche fascetto di fibrocellule muscolari e, più in profondità, uno strato di fibre elastiche compatto che continua con il connettivo del parenchima polmonare.

## Derivazione embriologica
La pleura viscerale deriva dalla lamina mesodermica che delimita la cavità pleurale. La parte che aderisce e che viene invaginata nell'abbozzo polmonare forma la pleura viscerale.